# Ernst Rosell
Ernst Rosell, född den 3 december 1881 i Jönköping, död den 26 juli 1953 i Bankeryds församling, var en svensk sportskytt som deltog i olympiska sommarspelen 1908 i London, där han ingick i det segrande svenska laget i löpande hjort, enkelskott.